# ایسهراید
ایسهراید (به هلندی: Eyserheide) یک منطقهٔ مسکونی در هلند است که در خولپن-ویتم واقع شده‌است. ایسهراید ۹۰ نفر جمعیت دارد.